# 瓦登伯革氏症候群
瓦登伯革氏症候群（英語：Waardenburg syndrome）是一種罕見的遺傳性疾病，首次發現於1951年。常見病徵為不同程度的耳聾、兩眼眼距較寬、鼻根寬闊、頭髮中雜有一撮白髮，以及出現虹膜異色症（兩眼皆為藍眼珠或兩眼一藍一正常）。

## 外部連結
- 在線人類孟德爾遺傳數據庫 （页面存档备份，存于） — 瓦登伯革氏症候群
- 瓦登伯革氏症候群1型 （页面存档备份，存于）